# Dansevise
Dansevise är en sång på danska som Grethe Ingmann & Jørgen Ingmann sjöng och vann Eurovision Song Contest 1963 med för Danmark, vilket blev den första nordiska segern i tävlingen. Sången gavs även ut på singelskiva 1963. En svenskspråkig version har spelats in av Anne-Lie Rydé på coveralbumet Stulna kyssar 1992 .

## Listplaceringar
| Lista (1963) | Placering |
| ------------ | --------- |
| Norge        | 7         |